# Plavání na Letních olympijských hrách 1960
Plavání na Letních olympijských hrách 1960.

## Přehled medailí
| Pořadí | Země                           | Zlato | Stříbro | Bronz | Celkově |
| ------ | ------------------------------ | ----- | ------- | ----- | ------- |
| 1      | Spojené státy americké (USA)   | 9     | 3       | 3     | 15      |
| 2      | Austrálie (AUS)                | 5     | 5       | 3     | 13      |
| 3      | Velká Británie (GBR)           | 1     | 1       | 1     | 3       |
| 4      | Japonsko (JPN)                 | 0     | 3       | 2     | 5       |
| 5      | Tým sjednoceného Německa (EUA) | 0     | 1       | 3     | 4       |
| 6      | Nizozemsko (NED)               | 0     | 1       | 2     | 3       |
| 7      | Švédsko (SWE)                  | 0     | 1       | 0     | 1       |
| 8      | Brazílie (BRA)                 | 0     | 0       | 1     | 1       |
| Celkem | Celkem                         | 15    | 15      | 15    | 30      |

## Medailisté

### Muži
| Kategorie                      | Zlato                                                                                   | Čas     | Stříbro                                                                             | Čas     | Bronz                                                                             | Čas     |
| ------------------------------ | --------------------------------------------------------------------------------------- | ------- | ----------------------------------------------------------------------------------- | ------- | --------------------------------------------------------------------------------- | ------- |
| 100 m volný způsob             | John Devitt · Austrálie (AUS)                                                           | 55.2    | Lance Larson · Spojené státy americké (USA)                                         | 55.2    | Manuel dos Santos · Brazílie (BRA)                                                | 55.4    |
| 400 m volný způsob             | Murray Rose · Austrálie (AUS)                                                           | 4:18.3  | Tsuyoshi Yamanaka · Japonsko (JPN)                                                  | 4:21.4  | John Konrads · Austrálie (AUS)                                                    | 4:21.8  |
| 1500 m volný způsob            | John Konrads · Austrálie (AUS)                                                          | 17:19.2 | Murray Rose · Austrálie (AUS)                                                       | 17:21.7 | George Breen · Spojené státy americké (USA)                                       | 17:30.6 |
| 100 m znak                     | David Theile · Austrálie (AUS)                                                          | 1:01.9  | Frank McKinney · Spojené státy americké (USA)                                       | 1:02.1  | Bob Bennett · Spojené státy americké (USA)                                        | 1:02.3  |
| 200 m prsa                     | Bill Mulliken · Spojené státy americké (USA)                                            | 2:37.4  | Yoshihiko Osaki · Japonsko (JPN)                                                    | 2:38.0  | Wieger Mensonides · Nizozemsko (NED)                                              | 2:39.7  |
| 200 m motýlek                  | Mike Troy · Spojené státy americké (USA)                                                | 2:12.8  | Neville Hayes · Austrálie (AUS)                                                     | 2:14.6  | Dave Gillanders · Spojené státy americké (USA)                                    | 2:15.3  |
| štafeta 4×200 m volný způsob   | Spojené státy americké (USA) · George Harrison · Dick Blick · Mike Troy · Jeff Farrell  | 8:10.2  | Japonsko (JPN) · Makoto Fukui · Hiroshi Ishii · Tsuyoshi Yamanaka · Tatsuo Fujimoto | 8:13.3  | Austrálie (AUS) · David Dickson · John Devitt · Murray Rose · John Konrads        | 8:13.8  |
| štafeta 4×100 m polohový závod | Spojené státy americké (USA) · Frank McKinney · Paul Hait · Lance Larson · Jeff Farrell | 4:05.4  | Austrálie (AUS) · David Theile · Terry Gathercole · Neville Hayes · Geoff Shipton   | 4:12.0  | Japonsko (JPN) · Kazuo Tomita · Koichi Hirakida · Yoshihiko Osaki · Keigo Shimuzu | 4:12.2  |

### Ženy
| Kategorie                      | Zlato | Čas    | Stříbro                                                                                    | Čas    | Bronz | Čas    |
| ------------------------------ | --- | ------ | ------------------------------------------------------------------------------------------ | ------ | --- | ------ |
| 100 m volný způsob             | Dawn Fraserová · Austrálie (AUS)                                                                           | 1:01.2 | Chris von Saltzaová · Spojené státy americké (USA)                                         | 1:02.8 | Natalie Stewardová · Velká Británie (GBR)                                                                      | 1:03.1 |
| 400 m volný způsob             | Chris von Saltzaová · Spojené státy americké (USA)                                                         | 4:50.6 | Jane Cederqvistová · Švédsko (SWE)                                                         | 4:53.9 | Tineke Lagerbergová · Nizozemsko (NED)                                                                         | 4:56.9 |
| 100 m znak                     | Lynn Burkeová · Spojené státy americké (USA)                                                               | 1:09.3 | Natalie Stewardová · Velká Británie (GBR)                                                  | 1:10.8 | Satoko Tanakaová · Japonsko (JPN)                                                                              | 1:11.4 |
| 200 m prsa                     | Anita Lonsbroughová · Velká Británie (GBR)                                                                 | 2:49.5 | Wiltrud Urselmannová · Tým sjednoceného Německa (EUA)                                      | 2:50.0 | Barbara Göbelová · Tým sjednoceného Německa (EUA)                                                              | 2:53.6 |
| 100 m motýlek                  | Carolyn Schulerová · Spojené státy americké (USA)                                                          | 1:09.5 | Marianne Heemskerková · Nizozemsko (NED)                                                   | 1:10.4 | Jan Andrewová · Austrálie (AUS)                                                                                | 1:12.2 |
| štafeta 4×100 m volný způsob   | Spojené státy americké (USA) · Joan Spillaneová · Shirley Stobsová · Carolyn Woodová · Chris von Saltzaová | 4:08.9 | Austrálie (AUS) · Dawn Fraserová · Ilsa Konradsová · Lorraine Crappová · Alva Colquhuonová | 4:11.3 | Tým sjednoceného Německa (EUA) · Christel Steffinová · Heidi Pechsteinová · Gisela Weissová · Ursel Brunnerová | 4:19.7 |
| štafeta 4×100 m polohový závod | Spojené státy americké (USA) · Lynn Burkeová · Patty Kempnerová · Carolyn Schulerová · Chris von Saltzaová | 4:41.1 | Austrálie (AUS) · Marilyn Wilsonová · Rosemary Lassigová · Jan Andrewová · Dawn Fraserová  | 4:45.9 | Tým sjednoceného Německa (EUA) · Ingrid Schmidtová · Ursula Küperová · Bärbel Fuhrmannová · Ursel Brunnerová   | 4:47.6 |